# Хана Арент
Хана Арент (Хановер, 14. октобар 1906 — Њујорк, 4. децембар 1975) је била немачка теоретичарка политике и филозоф јеврејског порекла.

## Биографија
Одрастала је у јеврејској породици која је припадала средњој класи. Одрастала је у тадашњем Кенигсбергу (данашњем Калињинграду, иначе родном месту Имануела Канта) и Берлину. Филозофију је студирала на универзитету у Марбургу са Хансом Јонасом, а Мартин Хајдегер јој је био професор. Са Хајдегером је започела дугу и страсну романтичну везу због које је касније била критикована због Хајдегерове подршке нацистичком покрету за време његовог ректорског мандата на универзитету у Фрајбургу.
У време првог раскида између ње и Хајдегера она се сели у Хајделберг где пише своју дисертацију, под Јасперсовим менторством, о концепту љубави у мисли светог Августина. Касније, 1929. године се удаје за немачког Јевреја Гинтера Штерна касније познатог као Гинтера Андерса. (Развели су се 1937. године.) Њена дисертација бива објављена исте године али она не добија квалификације неопходне за рад на немачким универзитетима. Неко време се бавила истраживањем антисемитизма али бива протерана у Париз. Ту упознаје књижевног критичара и филозофа, марксисту Волтера Бењамина. У Француској ради на помагању јеврејских избеглица те бива затворена у логор „Гурс“ али је успела да побегне након неколико недеља. Касније се удаје за Хајнриха Блихера те са њим бежи у САД. У Америци се активно бави помагањем Јеврејске заједнице. Пише и колумну за „Ауфбау“, јеврејске новине на немачком. Касније помаже јеврејским организацијама и често долази у Немачку. Постаје близак пријатељ са Јасперсом и његовом супругом.
Године 1950. Арентова постаје натурализовани држављанин САД и обнавља романтичну везу са Марином Хајдегером. Ради на различитим универзитетима САД као што су Беркли и Пристон. Била је и прва жена професор на америчком Универзитету.
Умрла је 1975. године у 69-ој години живота и сахрањена је испред „Бард колеџа“ где је њен супруг предавао дуги низ година.

## Филозофија
Једна од главних тема размишљања Хане Арент јесте зло профилисано кроз системе управљања. Она је увела појмове „баналност зла“ и „радикалност зла“, који су у каснијој теорији послужили као водиље у истраживању модерног тоталитаризма.

## Дела
Међу њена најзначајнија дела спадају:
- Порекло тоталитаризма, 1951.
- Положај човека, 1958.
- Између прошлости и будућности,
- О револуцији, 1963.
- Ајхман у Јерусалиму, 1963. које је описала као студију о баналности зла
- Људи у мрачним временима,
- О насиљу,
- Живот духа.

Лауреат многих међународних награда, међу којима „Лесингове награде“ 1959. и награде „Сигмунд Фројд“ 1967. У Дрездену 1993. основан Институт „Хана Арент“, за истраживање тоталитаризма. Многа од њених дела су преведена на српски језик.

### Чланци
- Allen, Wayne F. (1. 7. 1982). „Hannah Arendt: existential phenomenology and political freedom”. Philosophy & Social Criticism. 9 (2): 170—190. doi:10.1177/019145378200900203.
- Bagchi, Barnita (јануар 2007). „Hannah Arendt, Education, and Liberation : A Comparative South Asian Feminist Perspective”. Heidelberg Papers in South Asian and Comparative Politics (35).
- Balber, Samantha (2017). „Hannah Arendt: A Conscious Pariah and Her People”. Footnotes. 1: 165—183.
- Beiner, Ronald (пролеће 1980). „Judging in a world of appearances: A Commentary on Hannah Arendt's Unwritten Finale”. History of Political Thought. 1 (1): 117—135. JSTOR 26211840.
- Betz, Joseph (1992). „An Introduction to the Thought of Hannah Arendt”. Transactions of the Charles S. Peirce Society. 28 (3): 379—422. JSTOR 40320369.
- Brandes, Daniel (2010). „Nietzsche, Arendt, and the Promise of the Future” (PDF). Animus. 14. ISSN 1209-0689. Архивирано из оригинала (PDF) 13. 08. 2011. г. Приступљено 26. 06. 2019.
- Burroughs, Michael D (2015). „Hannah Arendt, 'Reflections on Little Rock,' and White Ignorance”. Critical Philosophy of Race. 3 (1): 52—78. doi:10.5325/critphilrace.3.1.0052.
- Calcagno, Antonio (јануар 2013). „The Desire For And Pleasure Of Evil: The Augustinian Limitations Of Arendtian Mind”. The Heythrop Journal. 54 (1): 89—100. doi:10.1111/j.1468-2265.2009.00513.x.
- Cook, Joseph J. „"Ich Bin Adolf Eichmann" Recalling the Banality of Evil” (PDF). Saber and Scroll. 5 (1): 81—93. Архивирано из оригинала (PDF) 22. 08. 2018. г. Приступљено 26. 06. 2019.
- Elon, Amos (2006). „The Excommunication of Hannah Arendt”. World Policy Journal. 23 (4): 93—102. JSTOR 40210059. doi:10.1162/wopj.2007.23.4.93.
- Epstein, Alek D. (30. 9. 2014). „Judging the Trial: Hannah Arendt as a Moral Philosopher of Nation-State Building”. The European Legacy. 19 (7): 901—905. doi:10.1080/10848770.2014.965516.
- Horst, Gerfried (2015). „Ханна Арендт и Кёнигсберг” [Hannah Arendt and Königsberg]. Voprosy Filosofii (на језику: руски) (8): 184—190. (French translation)
- Jakopovich, Dan (јесен 2009). „Hannah Arendt and Nonviolence” (PDF). Peace Studies Journal. 2 (1): 1 14.
- Jonas, Hans (2006) [2003]. trans. Brian Fox and Richard Wolin. „Hannah Arendt: An Intimate Portrait”. New England Review (1990-). 27 (2): 133—142. JSTOR 40244828.
- Laqueur, Walter (1998). „The Arendt Cult: Hannah Arendt as Political Commentator”. Journal of Contemporary History. 33 (4): 483—496. JSTOR 260982. doi:10.1177/002200949803300401., reprinted in Aschheim (2001, pp. 47–64)
- Lebeau, Vicky (29. 6. 2016). „The Unwelcome Child: Elizabeth Eckford and Hannah Arendt”. Journal of Visual Culture. 3 (1): 51—62. doi:10.1177/1470412904043598.
- Lefort, Claude (2002). „Thinking with and against Hannah Arendt”. Social Research: An International Quarterly. 69 (2): 447—459. ISSN 1944-768X.Social Research
- Maier-Katkin, Daniel (новембар 2011). „The Reception of Hannah Arendt's Eichmann in Jerusalem in the United States 1963-2011”. HannahArendt.net. 6 (1).
- Markus, Maria (1987). „The 'Anti-Feminism' of Hannah Arendt”. Thesis Eleven. 17 (1): 76—87. doi:10.1177/072551368701700106.
- Momigliano, Arnaldo (1980). „A Note on Max Weber's Definition of Judaism as a Pariah-Religion”. History and Theory. 19 (3): 313—318. JSTOR 2504547. doi:10.2307/2504547.
- Morey, Maribel (20. 12. 2011). „Reassessing Hannah Arendt's "Reflections on Little Rock" (1959)”. Law, Culture and the Humanities. 10 (1): 88—110. doi:10.1177/1743872111423795.
- Pickett, Adrienne (2009). „Images, Dialogue, and Aesthetic Education: Arendt's response to the Little Rock Crisis” (PDF). Philosophical Studies in Education. 40: 188—199. Архивирано из оригинала (PDF) 15. 05. 2016. г. Приступљено 26. 06. 2019.
- Ray, Larry; Diemling, Maria (24. 7. 2016). „Arendt's 'conscious pariah' and the ambiguous figure of the subaltern” (PDF). European Journal of Social Theory. 19 (4): 503—520. doi:10.1177/1368431016628261.
- Riepl-Schmidt, Mascha (15. 2. 2005). „Henriette Arendt”. HannahArendt.net (на језику: немачки). 1 (1). ISSN 1869-5787.
- Rösch, Felix (20. 9. 2013). „Realism as social criticism: The thinking partnership of Hannah Arendt and Hans Morgenthau”. International Politics. 50 (6): 815—829. doi:10.1057/ip.2013.32.
- Rosenberg, Elissa (фебруар 2012). „Walking in the city: memory and place”. The Journal of Architecture. 17 (1): 131—149. doi:10.1080/13602365.2012.659914.
- Saussy, Haun (2013). „The Refugee Speaks of Parvenus and Their Beautiful Illusions: A Rediscovered 1934 Text by Hannah Arendt”. Critical Inquiry. 40 (1): 1—14. doi:10.1086/673223.
- Schuler-Springorum, Stefanie (1. 6. 1999). „Assimilation and Community Reconsidered: The Jewish Community in Konigsberg, 1871-1914”. Jewish Social Studies. 5 (3): 104—131. ISSN 1527-2028. doi:10.1353/jss.1999.0008.
- Shmueli, Efraim (1968). „The "Pariah-People" and Its "Charismatic Leadership": A Revaluation of Max Weber's "Ancient Judaism"”. Proceedings of the American Academy for Jewish Research. 36: 167—247. JSTOR 3622338. doi:10.2307/3622338.
- Shenhav, Yehouda (децембар 2013). „Beyond 'instrumental rationality': Lord Cromer and the imperial roots of Eichmann's bureaucracy” (PDF). Journal of Genocide Research. 15 (4): 379—399. doi:10.1080/14623528.2013.856083.
- Szécsényi, Endre (30. 3. 2005). The Hungarian Revolution in the "Reflections" by Hannah Arendt. Europe or the Globe? Eastern European Trajectories in Times of Integration and Globalization. Vienna: IWM. Приступљено 3. 8. 2018.
- Sznaider, Natan (25. 4. 2015). „Hannah Arendt: Jew and Cosmopolitan”. Socio (4): 197—221. doi:10.4000/socio.1359.
- Teixeira, Christina Heine (септембар 2006). „Wartesaal Lissabon 1941: Hannah Arendt und Heinrich Blücher”. HannahArendt.net. 1 (2).
- Villa, Dana (2008). „Political violence and terror: Arendtian reflections”. Ethics & Global Politics. 1 (3): 97—113. doi:10.3402/egp.v1i3.1861.
- — (2009). „Hannah Arendt, 1906-1975”. The Review of Politics. 71 (1): 20—36. JSTOR 25655783. doi:10.1017/S0034670509000035.
- Visvanathan, Susan (април 2001). „Hannah Arendt and the Problem of Our Age”. Economic and Political Weekly. 36 (16): 1307—1309. JSTOR 4410510.
- Vogel, Lawrence A. (пролеће 2008). „The Responsibility of Thinking in Dark Times: Hannah Arendt versus Hans Jonas”. Graduate Faculty Philosophy Journal. 29 (1): 253—293. doi:10.5840/gfpj20082919.
- Waite, Robert G. (2002). „Returning Jewish Cultural Property: The Handling of Books Looted by the Nazis in the American Zone of Occupation, 1945 to 1952”. Libraries & the Cultural Record. 37 (3): 213—228. ISSN 1932-9555. JSTOR 2262716. doi:10.1353/lac.2002.0062.
- Wellmer, Albrecht (1999). „Hannah Arendt On Revolution”. Revue Internationale de Philosophie. 53 (208 (2)): 207—222. JSTOR 23955552.
- Young-Bruehl, Elizabeth (мај 1982). „Reflections on Hannah Arendt's the Life of the Mind”. Political Theory. 10 (2): 277—305. doi:10.1177/0090591782010002008.

#### Рахел Фарнхаген
- Benhabib, Seyla (1995). „The Pariah and Her Shadow: Hannah Arendt's Biography of Rahel Varnhagen”. Political Theory. 23 (1): 5—24. JSTOR 192171. doi:10.1177/0090591795023001002.
- Cutting-Gray, Joanne (1991). „Hannah Arendt's Rahel Varnhagen”. Philosophy and Literature. 15 (2): 229—245. doi:10.1353/phl.1991.0023.
- Goldstein, Donald J. (пролеће 2009). „Hannah Arendt's Shared Destiny with Rahel Varnhagen”. Women in Judaism. 6 (1): 18.
- Zebadúa Yáñez, Verónica (18. 11. 2017). „Reading the Lives of Others: Biography as Political Thought in Hannah Arendt and Simone de Beauvoir”. Hypatia. 33 (1): 94—110. ISSN 0887-5367. doi:10.1111/hypa.12383.

#### Посебна питања и записници
- Ojakangas, Mika, ур. (2010). „Hannah Arendt: Practice, Thought and Judgement”. Collegium (Special issue). 8.
  - Scott, Joanna Vecchiarelli (2010). „What St. Augustine Taught Hannah Arendt about "how to live in the world": Caritas, Natality and the Banality of Evil” (PDF): 8—27.
  - Ojakangas, Mika (2010). „Arendt, Socrates, and the Ethics of Conscience” (PDF): 67—85.
- Tymieniecka, Anna-Teresa, ур. (2004). Does the World Exist?: Plurisignificant Ciphering of Reality (Proceedings of the 51st International Congress of Phenomenology, Rome 2001. Analecta Husserliana. 79. Springer Science & Business Media. ISBN 978-94-010-0047-5.
  - Durst, Margarete (2004). Birth and Natality in Hannah Arendt. стр. 777—797. ISBN 9789401000475.
- Zamora, José Antonio; Arribas, Sonia, ур. (2010). „Hannah Arendt. Pensar en tiempos sombríos”. Arbor (Special issue) (на језику: spanish). 186 (742). doi:10.3989/arbor.2010.i742.
- „Hannah Arendt”. Social Research (Special issue). 44 (1). пролеће 1977. JSTOR i40043622.
  - Jonas, Hans (1977). „Acting, Knowing, Thinking: Gleanings from Hannah Arendt's Philosophical Work”. Social Research. 44 (1): 25—43. JSTOR 40970269.

### Аудиовизуелни записи
- Berkowitz, Roger (2013). Hannah Arendt: A brief biography (DVD liner notes to Hannah Arendt). Zeitgeist Films.
- BBFC (2013). Hannah Arendt. Releases (Film) (на језику: German, енглески и Hebrew). British Board of Film Classification. Приступљено 29. 7. 2018. 
  - IMDb (2012). Hannah Arendt (Film) (на језику: German, енглески и Hebrew). Приступљено 14. 8. 2018.  (see also Hannah Arendt)
  - Page, Christopher (18. 9. 2013). „Hannah Arendt: The Responsibility of Conscience”. Times Colonist (Review). Приступљено 16. 8. 2018.
  - Weigel, Moira (16. 7. 2013). „Heritage Girl Crush: On "Hannah Arendt"”. Los Angeles Review of Books (Review). Приступљено 18. 8. 2018.
- Bragg, Melvyn; Stonebridge, Lyndsey; Sheffield, Frisbee; Eaglestone, Robert (2. 2. 2017). Hannah Arendt. Radio 4: In Our Time (Radio panel discussion). BBC Radio. Приступљено 20. 9. 2018.
- Hannah Arendt Center for Political Studies (2018). Video and Audio recordings (на језику: немачки, енглески и француски). University of Verona. Архивирано из оригинала 14. 09. 2018. г. Приступљено 14. 9. 2018.
- Lozowick, Yaacov (5. 4. 2011). Hannah Arendt, Adolf Eichmann, and how Evil Isn't Banal. The Holocaust Resource Center (video). Jerusalem: Yad Vashem. The World Holocaust Remembrance Center.
- Zeitgeist (2015). Vita Activa - The Spirit of Hannah Arendt (Documentary) (Film) (на језику: German, енглески и Hebrew). Zeitgeist Films. 
  - Scott, A. O. (5. 4. 2016). „Review: In 'Vita Activa: The Spirit of Hannah Arendt,' a Thinker More Relevant Than Ever”. The New York Times (Review).
- Günter, Gaus; Arendt, Hannah (1964). Hannah Arendt—A New Look at a Discerning Political Analyst of Her Own Time (Television interview (English subtitles)) (на језику: German). Jewish Museum Berlin. Приступљено 14. 8. 2018.

### Књиге и монографије
- Adamson, Jane; Freadman, Richard; Parker, David, ур. (1998). Renegotiating Ethics in Literature, Philosophy, and Theory. Cambridge University Press. ISBN 978-0-521-62938-6.
- Baier, Annette (1995). Moral Prejudices: Essays on Ethics. Harvard University Press. ISBN 978-0-674-58716-8.
  - "Ethics in many different voices" pp. 247–268, see also revised versions as Baier (1998, pp. 247–268) and Baier (1997, pp. 325–346)
- Bernstein, Richard J. (2018). Why Read Hannah Arendt Now?. Wiley. ISBN 978-1-5095-2863-9.
- Cesarani, David (2007). Becoming Eichmann: Rethinking the Life, Crimes, and Trial of a ""Desk Murderer"". Cambridge, MA: Da Capo Press. ISBN 978-0-306-81539-3.
- Clément, Catherine (2001) [1999 Calmann-Lévy]. Martin et Hannah [Martin and Hannah: A Novel]. translated from French by Julia Shirek Smith. Prometheus Books. ISBN 978-1-57392-906-6.
  - Schroeder, Steven (2002). „Review of "Martin and Hannah: A Novel"”. Essays in Philosophy (Review). 3 (1). ISSN 1526-0569. Архивирано из оригинала 15. 02. 2020. г. Приступљено 26. 06. 2019.
- Copjec, Joan, ур. (1996). Radical Evil. Verso. ISBN 978-1-85984-911-8.
- Gellhorn, Martha (1988). The View from the Ground. Atlantic Monthly Press. ISBN 978-0-8021-9117-5.
- Hattem, Cornelis Van; Hattem, Kees van (2005). Superfluous people: a reflection on Hannah Arendt and evil. University Press of America. ISBN 978-0-7618-3304-8.
- Hollinger, David A.; Capper, Charles, ур. (1993). The American Intellectual Tradition: Volune II 1865 to the present (2nd изд.). Oxford University Press. ISBN 978-0-19-507780-3.
- Kakutani, Michiko (2018). The Death of Truth: Notes on Falsehood in the Age of Trump. Crown/Archetype. ISBN 978-0-525-57484-2.
  - Hayes, Chris (18. 7. 2018). „Michiko Kakutani's Book About Our Post-Truth Era”. New York Times (Review). Приступљено 3. 9. 2018.
- Keen, David (2006). Endless war? Hidden functions of the "war on terror". Pluto Press. ISBN 978-0-7453-2417-3. (see also excerpt at Keen (2007)
- Kielmansegg, Peter Graf; Mewes, Horst; Glaser-Schmidt, Elisabeth, ур. (1997). Hannah Arendt and Leo Strauss: German Émigrés and American Political Thought After World War II. Cambridge University Press. ISBN 978-0-521-59936-8.
- King, Richard H. (2018). Arendt and America. University of Chicago Press. ISBN 978-0-226-31152-4.
- Kopić, Mario (2013). Otkucaji drugoga [The Beats of the Other]. Belgrade: Službeni glasnik. ISBN 978-86-519-1721-2.
- Lamey, Andy (2011). Frontier Justice: The Global Refugee Crisis and What To Do About It. Doubleday Canada. ISBN 978-0-307-36792-1.
- Meja, Volker; Stehr, Nico, ур. (2014) [1990]. Knowledge and Politics: The Sociology of Knowledge Dispute. Routledge. ISBN 978-1-317-65163-5.
- Milgram, Stanley (2017) [1974]. Obedience to Authority. HarperCollins. ISBN 978-0-06-280340-5. (see also Obedience to Authority)
- Oatley, Keith (2018). Our Minds, Our Selves: A Brief History of Psychology. Princeton University Press. ISBN 978-1-4008-9004-0.
- Richter, William L., ур. (2009). Approaches to Political Thought. Rowman & Littlefield Publishers. ISBN 978-1-4616-3656-4.
- Robinson, Marc, ур. (1996). Altogether Elsewhere: Writers on Exile. Harcourt Brace. ISBN 978-0-15-600389-6.
- Sheldon, Garrett Ward (2003). The History of Political Theory: Ancient Greece to Modern America. Peter Lang Publishing. ISBN 978-0-8204-2300-5.
- Simmons, William Paul (2011). Human Rights Law and the Marginalized Other. Cambridge University Press. ISBN 978-1-139-50326-6.
  - Simmons, William Paul (2011), Arendt, Little Rock, and the Cauterization of the Marginalized Other (PDF) (Essay), Архивирано из оригинала (PDF) 04. 08. 2018. г., Приступљено 26. 06. 2019
- Swedberg, Richard; Agevall, Ola (2016). The Max Weber Dictionary: Key Words and Central Concepts (2nd изд.). Stanford University Press. ISBN 978-1-5036-0022-5.
- — (2008). Public Freedom. Princeton University Press. ISBN 978-1-4008-3742-7.
- Wasserman, Janek (2014). Black Vienna: The Radical Right in the Red City, 1918–1938. Cornell University Press. ISBN 978-0-8014-5521-6.
- Weber, Hermann; Drabkin, Jakov; Bayerlein, Bernhard H., ур. (2014). Deutschland, Russland, Komintern. II Dokumente (1918–1943): Nach der Archivrevolution: Neuerschlossene Quellen zu der Geschichte der KPD und den deutsch-russischen Beziehungen [Germany, Russia, Comintern. II Documents (1918-1943): After the Archive Revolution: New sources on the history of the KPD and German-Russian relations]. Berlin: Walter de Gruyter GmbH & Co KG. ISBN 978-3-11-033978-9.
- Young-Bruehl, Elisabeth (1998). Subject to Biography: Psychoanalysis, Feminism, and Writing Women's Lives. Harvard University Press. ISBN 978-0-674-85371-3.

#### Аутобиографија и биографија
- AAAS (2018). Book of members, 1780 – present: A (PDF). Cambridge MA: American Academy of Arts and Sciences. стр. 18. Приступљено 27. 7. 2018.
- Anders, Günther (2011).  Oberschlick, Gerhard, ур. Die Kirschenschlacht: Dialoge mit Hannah Arendt und ein akademisches Nachwort [La Bataille de cerises]. with an essay by Christian Dries. C.H.Beck. ISBN 978-3-406-63278-5.
  - Flechard, Jean-Pierre (28. 1. 2014). „La Bataille de cerises de Günther Anders ”. Les cahiers psychologie politique 24 (Review) (на језику: француски). Архивирано из оригинала 18. 09. 2018. г. Приступљено 18. 9. 2018.
  - Berkowitz, Roger (13. 2. 2012). „The Cherry Battle”. News (Review). Hannah Arendt Center, Bard College. Приступљено 18. 9. 2018.
- Bahr, Raimund (2012). Günther Anders: Leben und Denken im Wort (на језику: немачки). Berlin: epubli GmbH. ISBN 978-3-8442-2682-9.
- Ettinger, Elzbieta (1997) [1995]. Hannah Arendt/Martin Heidegger. Yale University Press. ISBN 978-0-300-07254-9.
  - Ryan, Alan (11. 1. 1996). „Dangerous Liaison”. The New York Review of Books (Review).
  - Brent, Frances (30. 5. 2013). „Arendt's Affair”. Tablet (Review). Архивирано из оригинала 10. 04. 2019. г. Приступљено 26. 06. 2019.
- Grunenberg, Antonia (2003). Arendt (на језику: немачки). Freiburg: Herder. ISBN 978-3-451-04954-5.
- — (2017). Hannah Arendt and Martin Heidegger: History of a Love. Indiana University Press. ISBN 978-0-253-02718-4.
- Heller, Anne Conover (2015). Hannah Arendt: A Life in Dark Times. Houghton Mifflin Harcourt. ISBN 978-0-544-45619-8.
- Hilmes, Oliver (2015). Malevolent Muse: The Life of Alma Mahler. Northeastern University Press. ISBN 978-1-55553-845-3.
- Honig, Bonnie, ур. (2010) [1995]. Feminist Interpretations of Hannah Arendt. Penn State Press. ISBN 978-0-271-04320-3.
- Howe, Irving (1984) [1982]. A Margin of Hope: An Intellectual Autobiography. Harcourt, Brace, Jovanovich. ISBN 978-0-15-657245-3.
- Kristeva, Julia (2001) [1999 Librairie Arthème Fayard]. Le Génie féminin: Hannah Arendt [Hannah Arendt]. translated from the French by Ross Guberman. Columbia University Press. ISBN 978-0-231-12102-6.
- Maier-Katkin, Daniel (2010a). Stranger from Abroad: Hannah Arendt, Martin Heidegger, Friendship and Forgiveness. W. W. Norton. ISBN 978-0-393-07731-5.
  - Chamberlain, Lesley (2. 7. 2010). „Stranger from Abroad, By Daniel Maier-Katkin”. The Independent (Review). Приступљено 3. 8. 2018.
- May, Derwent (1986). Hannah Arendt. Penguin Books.
- Nixon, Jon (2015). Hannah Arendt and the Politics of Friendship. Bloomsbury Publishing. ISBN 978-1-4725-0754-9.
  - Austerlitz, Saul (9. 3. 2015). „The Hannah Arendt Guide to Friendship”. The New Republic (Review). Приступљено 27. 8. 2018.
- Stangneth, Bettina (2014). Eichmann Before Jerusalem: The Unexamined Life of a Mass Murderer. Knopf Doubleday Publishing Group. ISBN 978-0-307-95968-3.
- Vowinckel, Annette (2004). Hannah Arendt: zwischen deutscher Philosophie und jüdischer Politik [Hannah Arendt: Between German philosophy and Jewish politics] (на језику: german). Lukas Verlag. ISBN 978-3-936872-36-1. (full text)
- Young-Bruehl, Elisabeth (2004) [1982]. Hannah Arendt: For Love of the World (Second изд.). Yale University Press. ISBN 978-0-300-10588-9.

#### Критични радови
- Aharony, Michal (2015). Hannah Arendt and the Limits of Total Domination: The Holocaust, Plurality, and Resistance. Routledge. ISBN 978-1-134-45789-2.
- Aschheim, Steven E., ур. (2001). Hannah Arendt in Jerusalem [Hannah Arendt Beyerushalayim, Hebrew University of Jerusalem 2007 (in Hebrew)]. University of California Press. ISBN 978-0-520-22057-7.
  - Shenhav, Yehouda (3. 5. 2007). „All Aboard the Arendt Express”. Haaretz (Review). Приступљено 30. 7. 2018.
- Beiner, Ronald; Nedelsky, Jennifer (2001). Judgment, Imagination, and Politics: Themes from Kant and Arendt. Rowman & Littlefield. ISBN 978-0-8476-9971-1.
- Benhabib, Seyla (2003). The Reluctant Modernism of Hannah Arendt. Rowman & Littlefield. ISBN 978-0-7425-2151-3.
- Berkowitz, Roger; Katz, Jeffrey; Keenan, Thomas, ур. (2010). Thinking in Dark Times: Hannah Arendt on Ethics and Politics. Fordham University Press. ISBN 978-0-8232-3075-4.
- Berkowitz, Roger; Storey, Ian, ур. (2017). Artifacts of Thinking: Reading Hannah Arendt's Denktagebuch. Oxford University Press. ISBN 978-0-8232-7217-4.
- Bernauer, J.W., ур. (1987). Amor Mundi: Explorations in the Faith and Thought of Hannah Arendt. Springer Science & Business Media. ISBN 978-94-009-3565-5.
  - Bernauer, James W. (1987a). The Faith of Hannah Arendt: Amor Mundi and its Critique — Assimilation of Religious Experience. стр. 1—28.
- Bernstein, Richard J. (2013). Hannah Arendt and the Jewish Question. Wiley. ISBN 978-0-7456-6570-2.
- Birmingham, Peg (2006). Hannah Arendt and Human Rights: The Predicament of Common Responsibility. Indiana University Press. ISBN 978-0-253-11226-2.
- Bowen-Moore, Patricia (1989). Hannah Arendt's Philosophy of Natality. Palgrave Macmillan UK. ISBN 978-1-349-20125-9.
- Courtine-Denamy, Sylvie (2000) [1997 Editions Albin Michel]. Trois femmes dans de sombres temps [Three Women in Dark Times: Edith Stein, Hannah Arendt, Simone Weil, or Amor fati, amor mundi]. trans. from French by GM Goshgarian. Cornell University Press. ISBN 978-0-8014-8758-3.
- Dietz, Mary G. (2002). Turning Operations: Feminism, Arendt, and Politics. Routledge. ISBN 978-0-415-93244-8.
- d'Entrèves, Maurizio Passerin (2002) [1994]. The Political Philosophy of Hannah Arendt. New York: Routledge. ISBN 978-1-134-88196-3.
- Faye, Emmanuel (2016). Arendt et Heidegger: Extermination nazie et destruction de la pensée (на језику: french). Paris: Albin Michel. ISBN 978-2-226-42113-5.
  - Roza, Stéphanie (23. 10. 2017). „Emmanuel Faye, Arendt et Heidegger. Extermination nazie et destruction de la pensée, Paris, Albin Michel, collection « Bibliothèque Idées », 2016, 560 pages, 29 €.”. Dissidences (Review) (на језику: french). Приступљено 18. 8. 2018.
- Goldoni, Marco; McCorkindale, Christopher, ур. (2012). Hannah Arendt and the Law. Bloomsbury Publishing. ISBN 978-1-84731-932-6.
- Grunenberg, Antonia (2018). „Hannah Arendt-Studien / Hannah Arendt Studies” (на језику: енглески и немачки). Peter Lang. Приступљено 27. 8. 2018.
- Hansen, Phillip (2013) [1993]. Hannah Arendt: Politics, History and Citizenship. Polity. ISBN 978-0-7456-6694-5.
- Harms, Klaus (2003). Hannah Arendt und Hans Jonas: Grundlagen einer philosophischen Theologie der Weltverantwortung (на језику: german). WiKu-Verlag. ISBN 978-3-936749-84-7.
- Hayden, Patrick, ур. (2014). Hannah Arendt: Key Concepts. Routledge. ISBN 978-1-317-54588-0.
- Hermsen, Joke J.; Villa, Dana Richard, ур. (1999). The Judge and the Spectator: Hannah Arendt's Political Philosophy. Peeters Publishers. ISBN 978-90-429-0781-2.
- Heuer, Wolfgang; Heiter, Bernd; Rosenmüller, Stefanie, ур. (2017). Arendt-Handbuch: Leben – Werk – Wirkung (на језику: немачки). Springer-Verlag. ISBN 978-3-476-05319-0.
- Hinchman, Lewis P.; Hinchman, Sandra, ур. (1994). Hannah Arendt: Critical Essays. SUNY Press. ISBN 978-0-7914-1853-6.
- Jones, Kathleen B. (2013a). Diving for Pearls: A Thinking Journey with Hannah Arendt. Thinking Women Books. ISBN 978-0-9860586-0-8. excerpt, see also Jones (2013)
- Luban, David. Arendt After Jerusalem: The Moral and Legal Philosophy (PDF). To be published. Архивирано из оригинала (PDF) 15. 12. 2018. г. Приступљено 14. 12. 2018.
- Kampowski, Stephan (2008). Arendt, Augustine, and the New Beginning: The Action Theory and Moral Thought of Hannah Arendt in the Light of Her Dissertation on St. Augustine. Wm. B. Eerdmans Publishing. ISBN 978-0-8028-2724-1.
- Kiess, John (2016). Hannah Arendt and Theology. Bloomsbury Publishing. ISBN 978-0-567-62851-0.
- Knott, Marie Luise (2014). Unlearning with Hannah Arendt. trans. David Dollenmayer. Other Press. ISBN 978-1-59051-648-5.
- Kristeva, Julia (2001). Hannah Arendt: Life is a Narrative. translated from French by Frank Collins. University of Toronto Press. ISBN 978-0-8020-3521-9.
- Mahony, Deirdre Lauren (2018). Hannah Arendt's Ethics. Bloomsbury Publishing. ISBN 978-1-350-03416-7.
- May, Larry; Kohn, Jerome, ур. (1997). Hannah Arendt: Twenty Years Later. MIT Press. ISBN 978-0-262-63182-2.
- McGowan, John (1998). Hannah Arendt: An Introduction. University of Minnesota Press. ISBN 978-1-4529-0338-5.
- Ring, Jennifer (1998). The Political Consequences of Thinking: Gender and Judaism in the Work of Hannah Arendt. SUNY Press. ISBN 978-1-4384-1739-4.
- Schwartz, Jonathan Peter (2016). Arendt's Judgment: Freedom, Responsibility, Citizenship. University of Pennsylvania Press. ISBN 978-0-8122-4814-2.
- Skoller, Eleanor Honig (1993). The In-between of Writing: Experience and Experiment in Drabble, Duras, and Arendt. University of Michigan Press. ISBN 978-0-472-10260-0.
- Swift, Simon (2008). Hannah Arendt. Routledge. ISBN 978-1-134-09355-7.
- Topolski, Anya (2015). Arendt, Levinas and a Politics of Relationality. Lanham, MD: Rowman & Littlefield International. ISBN 978-1-78348-341-9.
- Villa, Dana (1996). Arendt and Heidegger: The Fate of the Political. Princeton University Press. ISBN 978-1-4008-2184-6.
- — (1999). Politics, Philosophy, Terror: Essays on the Thought of Hannah Arendt. Princeton University Press. ISBN 978-1-4008-2316-1.
- —, ур. (2000). The Cambridge Companion to Hannah Arendt. Cambridge University Press. ISBN 978-0-521-64571-3. text at Pensar el Espacio Público
- Young-Bruehl, Elisabeth (2006). Why Arendt Matters. New Haven, CT: Yale University Press. ISBN 978-0-300-13619-7.

#### Историјски
- Augustine, Saint (1995). In Joannis evangelium tractatus [Tractates on the Gospel of John, 111-24]. trans. John W Rettig. CUA Press. ISBN 978-0-8132-0092-7.
- — (2008). Tractatus in epistolam Joannis ad Parthos [Homilies on the First Epistle of John]. trans. Boniface Ramsay. New City Press., available in Latin as
  - — (1837). Sancti Aurelii Augustini Hipponensis episcopi Opera omnia: post Lovaniensium theologorum recensionem castigata denuo ad manuscriptos codices gallicanos, vaticanos, belgicos etc. necnon ad editiones antiquiores et castigatiores (на језику: la]). apud Gaume fratres.
- Kant, Immanuel (2006) [1798]. Anthropologie in pragmatischer Hinsicht [Anthropology from a Pragmatic Point of View]. translated from German by Robert Louden. Cambridge University Press. ISBN 978-0-521-67165-1.
- — (1793). Die Religion innerhalb der Grenzen der bloßen Vernunft. Königsberg: Friedrich Nicolovius. стр. 99. Архивирано из оригинала 08. 09. 2020. г. Приступљено 26. 06. 2019.
- — (1838). Religion Within the Boundary of Pure Reason. translated from German by J W Semple. Edinburgh: Thomas Clark. стр. 125.
- Lazare, Bernard (2016) [1898 Kadimah, Paris]. Le Nationalisme Juif. Hachette Livre. ISBN 978-2-01-359879-8. facsimile text at Gallica, and reproduced on Wikisource
- Rühle-Gerstel, Alice (1932). Das Frauenproblem der Gegenwart: eine psychologische Bilanz [Contemporary Women's Issues: A psychological balance sheet] (на језику: немачки). S. Hirzel.
- Weber, Max (1978) [1922].  Roth, Guenther; Wittich, Claus, ур. Wirtschaft und Gesellschaft: Grundriss der verstehenden Soziologie [Economy and Society: An Outline of Interpretive Sociology]. University of California Press. ISBN 978-0-520-03500-3. full text available on Internet Archive
- Weil, Hans (1967) [1930]. Die Entstehung des deutschen Bildungsprinzips [The Origin of the German Educational Principle]. H. Bouvier.

### Поглавља и прилози
- Baier, Annette C (1997). Ethics in many different voices. стр. 325—346., in May & Kohn (1997)
- — (1998). Ethics in many different voices. стр. 247—268., in Adamson, Freadman & Parker (1998)
- Beiner, Ronald (1997). Love and worldliness: Hannah Arendt's reading of Saint Augustine. стр. 269—284., in May & Kohn (1997)
- Brocke, Edna (2009a). Afterword. "Big Hannah" - My Aunt. стр. 512—522., in Arendt (2009a)
- Canovan, Margaret (2013). Introduction. стр. vii—xx. ISBN 9780226924571., in Arendt (2013)
- Dries, Christian (2011). Günther Anders und Hannah Arendt - eine Beziehungsskizze (на језику: немачки). стр. 71—140., in Anders (2011)
- Elon, Amos (2006a). Introduction. стр. xxi. ISBN 9781101007167., in Arendt (2006a)
- Fry, Karin (2014). Natality (PDF). стр. 23—35., in Hayden (2014)
- Gould, Carol (2009). Hannah Arendt and Remebrance. стр. 65—72. ISBN 9781461636564., in Richter (2009)
- Kippenberger, Hans (8. 2. 1936). 376a. Vertraulicher Bericht Kippenbergers uber den Parteiselbstschutz (PSS) der KPD [Confidential report by Kippenberger on the party self-protection of the KPD]. Moscow. стр. 1182—1185., in Weber et al (2014)
- Luban, David (1994). Explaining Dark Times: Hannah Arendt's Theory of Theory. стр. 79—110., in Hinchman & Hinchman (1994)
- Scott, Joanna Vecchiarelli; Stark, Judith Chelius (1996). Preface: Rediscovering Love and Saint Augustine. стр. vii—xviii. ISBN 9780226025964., in Arendt (1996)
- Vollrath, Ernst (1997). Hannah Arendt: A German-American Jewess views the United States - and looks back to Germany. стр. 45—58., in Kielmansegg et al (1997)
- Weyembergh, Maurice (1999). Remembrance and Oblivion. стр. 79—96. ISBN 9789042907812., in Hermsen & Villa (1999)

### Речници и енциклопедије
- „Arendt”. Collins English Dictionary (на језику: енглески). William Collins Sons & Co. Ltd. 2012.
- Baron, Salo (2007). „Conference on Jewish Social Studies”. Encyclopaedia Judaica. Thomson Gale. Приступљено 5. 1. 2019.
- Duignan, Brian (4. 6. 2015). „Hannah Arendt: American political scientist”. Encyclopædia Britannica. Приступљено 23. 7. 2018.
- d'Entreves, Maurizio Passerin (2014). „Hannah Arendt”. Stanford Encyclopedia of Philosophy Archive. Stanford University. Приступљено 6. 2. 2019. (Version: January 2019)
- Honderich, Ted, ур. (2005). „Arendt, Hannah (1906–1975)”. The Oxford Companion to Philosophy. Oxford University Press. стр. 149. ISBN 978-0-19-103747-4.
- Hyman, Paula; Moore, Deborah Dash, ур. (1998). Jewish Women in America: An Historical Encyclopedia. 2 vols. I: A-L. Routledge. ISBN 978-0-415-91934-0.
  - Whitfield, Stephen J. (1998). Hannah Arendt (1906 - 1975). стр. 61—64. Приступљено 25. 7. 2018., in Hyman & Moore (1998)
- Lovett, Frank (4. 6. 2018). „Republicanism”. Stanford Encyclopedia of Philosophy Archive. Stanford University. Приступљено 23. 7. 2018.
- Wood, Kelsey (7. 1. 2004). „Hannah Arendt”. The Literary Encyclopedia. The Literary Dictionary Company Limited. Приступљено 24. 7. 2018.
- Yar, Majid. „Hannah Arendt (1906—1975)”. Internet Encyclopedia of Philosophy. Приступљено 18. 7. 2018.
- „Hannah Arendt”. Encyclopedia of World Biography. The Gale Group. 2010. Архивирано из оригинала 22. 04. 2017. г. Приступљено 26. 7. 2018.
- Cullen-DuPont, Kathryn (2014) [1996]. Encyclopedia of Women's History in America (2nd изд.). Infobase Publishing. ISBN 978-1-4381-1033-2.

### Часописи
- Adelman, Jeremy (пролеће 2016). „Pariah: Can Hannah Arendt Help Us Rethink Our Global Refugee Crisis?”. Wilson Quarterly. Архивирано из оригинала 06. 10. 2018. г. Приступљено 2. 9. 2018.
- Austerlitz, Saul (30. 5. 2013). „A New Movie Perpetuates the Pernicious Myth of Hannah Arendt”. The New Republic.
- Bernstein, Richard (19. 8. 2018a). „The Urgent Relevance of Hannah Arendt”. The Philosophers' Magazine. бр. 82. стр. 24—31.
- Browning, Christopher R. (20. 6. 2013). „How Ordinary Germans Did It”. The New York Review of Books.
- Gellhorn, Martha (фебруар 1962). „Eichmann and the Private Conscience”. Atlantic Monthly., reprinted in Gellhorn (1988, pp .217–233)
- Heinrich, Kaspar (19. 11. 2013). „Fotografien von Fred Stein: Der Poet mit der Kleinbildkamera”. Der Spiegel (на језику: german).
- Held, Virginia; Kazin, Alfred (21. 10. 1982). „Feminism & Hannah Arendt”. The New York Review of Books.
- Howe, Irving (5. 6. 2013). „Banality and Brilliance”. Dissent. Приступљено 6. 9. 2018., reprinted from Howe (1984, pp. 269ff)
- Jones, Kathleen B. (12. 11. 2013). „Hannah Arendt's Female Friends”. Los Angeles Review of Books. Приступљено 18. 8. 2018., reprinted in Jones (2013a)
- — (March—April 2014). „The Trial of Hannah Arendt”. Humanities. св. 35 бр. 2. Приступљено 16. 8. 2018. Проверите вредност парамет(а)ра за датум: |date= (помоћ)
- Keen, David (24. 9. 2007). „Action-as-Propaganda: Learning About the Iraq War from Hannah Arendt”. CounterPunch. Приступљено 12. 8. 2018. (extract from Keen (2006)
- Kirsch, Adam (12. 1. 2009). „Beware of Pity: Hannah Arendt and the power of the impersonal”. The New Yorker. Приступљено 25. 7. 2018.
- Kohler, Lotte (21. 3. 1996). „The Arendt/Heidegger Affair”. The New York Review of Books.
- Maier-Katkin, Daniel (2010). „How Hannah Arendt Was Labeled an "Enemy of Israel"”. Tikkun. св. 25 бр. 6. стр. 11—14. ISSN 2164-0041.
- Maier-Katkin, Daniel; Stoltzfus, Nathan (10. 6. 2013). „Hannah Arendt on Trial”. The American Scholar. Приступљено 26. 7. 2018.
- Obermair, Hannes (април 2018). „Da Hans a Hannah—il "duce" di Bolzano e la sfida di Arendt” [From Hans to Hannah—Mussolini in Bolzano and Arendt's Challenge]. Il Cristallo. Rassegna di varia umanità (на језику: italian). св. 60 бр. 1. стр. 27—32. ISBN 978-88-7223-312-2. ISSN 0011-1449.
- Robin, Corey (1. 6. 2015). „The Trials of Hannah Arendt”. The Nation. Архивирано из оригинала 06. 12. 2019. г. Приступљено 26. 06. 2019.
- Seliger, Ralph (15. 4. 2011). „Hannah Arendt: From Iconoclast to Icon”. Tikkun. Приступљено 16. 1. 2016.
- Wieseltier, Leon (7. 10. 1981). „Understanding Anti-Semitism: Hannah Arendt on the origins of prejudice”. The New Republic. Приступљено 2. 9. 2018.
- Wieseltier, Leon (14. 10. 1981a). „Pariahs and Politics: Hannah Arendt and the Jews”. The New Republic. Приступљено 2. 9. 2018.

### Новине
- Avineri, Shlomo (3. 3. 2010). „Where Hannah Arendt Went Wrong”. Haaretz. Приступљено 12. 8. 2018.
- Berkowitz, Roger (7. 7. 2013a). „Misreading 'Eichmann in Jerusalem'”. New York Times (Opinionator: The Stone).
- Bernstein, Richard J. (20. 6. 2018b). „The Illuminations of Hannah Arendt”. The New York Times.
- Bird, David (4. 12. 1975). „Hannah Arendt, Political Scientist Dead”. New York Times (Obituary). Приступљено 24. 7. 2018.
- Butler, Judith (29. 8. 2011). „Hannah Arendt's challenge to Adolf Eichmann”. The Guardian. Приступљено 13. 12. 2018.
- Frantzman, Seth J. (5. 6. 2016). „Hannah Arendt, white supremacist It's time to admit that through Arendt's writing runs a thread of European white supremacy”. Jerusalem Post.
- Gassner, Peter (30. 11. 2014). „Eine philosophische Liebe in Marburg”. Oberheissische Presse (на језику: немачки). Архивирано из оригинала 19. 08. 2018. г. Приступљено 18. 8. 2018.
- Grenier, Elizabeth (2. 2. 2017). „Why the world is turning to Hannah Arendt to explain Trump”. DW.
- Hanlon, Aaron (31. 8. 2018). „Postmodernism didn't cause Trump. It explains him.”. Washington Post.
- Invernizzi-Accetti, Carlo (6. 12. 2017). „A small Italian town can teach the world how to defuse controversial monuments”. The Guardian. Приступљено 5. 9. 2018.
- Kakutani, Michiko (14. 7. 2018a). „The death of truth: how we gave up on facts and ended up with Trump”. The Guardian.
- Kaplan, Fred (24. 5. 2013). „'Hannah Arendt' Directed by Margarethe von Trotta”. New York Times.
- Kramer, Henri (1. 3. 2017). „Gedenktafel für Hannah Arendt in Babelsberg”. Potsdamer Neuste Nachrichten (на језику: немачки).
- Moreira, Cristiana Faria (23. 12. 2017). „Hannah Arendt. A passagem por Lisboa a caminho da liberdade”. Publico (на језику: португалски).
- Pfeffer, Anshel (9. 5. 2008). „Dear Hannah”. Haaretz. Приступљено 27. 7. 2018.
- Sznaider, Natan (20. 10. 2006). „Human, citizen, Jew”. Haaretz. Приступљено 27. 7. 2018.
- Tavares, Rui (10. 12. 2018). „Hannah Arendt em Lisboa”. Publico (на језику: португалски).
- Walters, Guy (19. 1. 2015). „Don't be fooled - Eichmann was a monster”. The Telegraph. Приступљено 21. 8. 2018.
- Williams, Zoe (1. 2. 2017). „Totalitarianism in the age of Trump: lessons from Hannah Arendt”. The Guardian.
- „Killer of 6,000,000; Adolf Eichmann”. New York Times. 26. 5. 1960. стр. 18.
- „'Show' Trial Promised”. New York Times. 28. 5. 1960. стр. 9.

### Тезе
- Abt, Ryan Nolan (мај 2015). Representations of the Holocaust in Texas World History Textbooks from 1947 to 1980 (PDF) (MA thesis). University of Texas at Arlington.
- Bertheau, Anne (2016). »Das Mädchen aus der Fremde«: Hannah Arendt und die Dichtung: Rezeption - Reflexion - Produktion (PhD thesis) (на језику: немачки). transcript Verlag for Department of Germanic Studies (Études germaniques), Sorbonne,. ISBN 978-3-8394-3268-6. Проверите вредност парамет(а)ра за датум: |year= / |date= mismatch (помоћ) (at Theses.fr)
- Herman, Dana (2008). Hashavat Avedah:  a history of Jewish Cultural Reconstruction, Inc. (PhD thesis). Montreal: Department of History, McGill University.
- Honkasalo, Julian (2016). Sisterhood, Natality, Queer: Reframing Feminist Interpretations of Hannah Arendt (PDF) (PhD thesis). Department of Philosophy, History, Culture and Art Studies. University of Helsinki. ISBN 978-951-51-1896-7. Архивирано из оригинала (PDF) 20. 10. 2017. г. Приступљено 26. 06. 2019.
- Miller, Joshua A (август 2010). Hannah Arendt's theory of deliberative judgement (PhD thesis). Pennsylvania State University.

### Вебсајтови
- Ali, Amro (25. 4. 2017). „"We Refugees" – an essay by Hannah Arendt”.
- Fry, Karin (2009). „Hannah Arendt 1906-1975: Philosophy of Mind, Social & Political Philosophy”. Women Philosophers. Society for the Study of Women Philosophers. Приступљено 23. 7. 2018.
- „Hannah Arendt's 108th Birthday”. Google Doodle Archives. 14. 10. 2014. Приступљено 1. 8. 2018.
- Onfray, Michel (2014). „Contre-histoire de la philosophie - Saison 12: La pensée post-nazie” (Podcast). France Culture. Архивирано из оригинала 6. 8. 2014. г. Приступљено 15. 4. 2017.
- „Fred Stein: Hannah Arendt, photograph (1944): Philosopher in a contemplative pose”. Arts in Exile (Virtual exhibition). Приступљено 2. 8. 2018.
- Young-Bruehl, Elizabeth (28. 1. 2011). „Who's Afraid of Social Democracy” (Blog). Архивирано из оригинала 28. 1. 2011. г. Приступљено 14. 8. 2018.
- Heuer, Wolfgang. „Zeitschrift für politisches Denken” (на језику: енглески и german). Приступљено 14. 8. 2018.
- Barry, James, ур. (2017). „Arendt Studies” (journal). Приступљено 14. 8. 2018.
- Addison, Sam (1972—1974). „Hannah Arendt: The Life of the Mind”. Gifford Lectures. University of Aberdeen. Архивирано из оригинала 15. 02. 2020. г. Приступљено 26. 06. 2019.
- „Hannah Arendt & the University of Heidelberg”. Between Truth and Hope. 30. 10. 2016. Архивирано из оригинала 29. 8. 2018. г. Приступљено 26. 6. 2019.
- Rosenthal, Abigail L. (17. 2. 2018). „Spoiling One's Story: The Case of Hannah Arendt”. VoegelinView. Приступљено 29. 8. 2018.
- „Pensar el Espacio Público ~ Seminario de Filosofía Política” (на језику: шпански). 2014—2015. Приступљено 31. 8. 2018.
- „Hannah Arendt. Vertrauen in das Menschliche” (PDF) (Exhibition brochure) (на језику: немачки). Goethe Institut. 2011. Приступљено 31. 8. 2018.
- Krieghofer, Gerald (1. 7. 2017). „"Niemand hat das Recht zu gehorchen." Hannah Arendt (angeblich)”. Zitaträtsel. Приступљено 5. 9. 2018.
- Miller, Joshua A. (25. 9. 2017). „How the Schocken Books collections changed Arendt scholarship”. Anotherpanacea. Приступљено 5. 9. 2018.
- „Obedience and Dictatorship”. Desperado Philosophy. 22. 12. 2017. Приступљено 6. 9. 2018.
- Wolters, Eugene (16. 7. 2013). „Everyone is Wrong About Hannah Arendt”. Critical-Theory.
- Hill, Samantha Rose (26. 3. 2017). „What does it mean to love the world? Hannah Arendt and Amor Mundi”. openDemocracy. Архивирано из оригинала 08. 09. 2018. г. Приступљено 8. 9. 2018.
- „Ten things Hannah Arendt said that are eerily relevant in today's political times”. Scroll.in. 4. 12. 2017.
- Brecht, Bertolt. „An die Nachgeborenen”. Lyrik-line: Listen to the poet (на језику: немачки). Haus für Poesie. Приступљено 14. 9. 2018. - includes Brecht reading (english)
- Waterhouse, Peter (јул 2013). „Truth And Translation”. European Institute for Progressive Cultural Policies (EIPCP). Архивирано из оригинала 19. 09. 2018. г. Приступљено 26. 06. 2019.
- Coombes, Thomas (12. 2. 2017). „Why we all need to read 'The Origins of Totalitarianism'”. Medium.
- Gold, Hannah (29. 1. 2017). „Amazon Needs to Restock Hannah Arendt's The Origins of Totalitarianism”. Jezebel. Архивирано из оригинала 30. 08. 2018. г. Приступљено 20. 9. 2018.
- „Hannah Arendt”. kulturreise-ideen (на језику: немачки). Приступљено 8. 10. 2018.
- Hill, Samantha Rose (6. 12. 2015). „A Meditation on Arendt, Rilke, & Guns” (на језику: енглески). Hannah Arendt Center. Приступљено 17. 10. 2018.
- Rilke, Rainer Maria (1912—1922). „Duineser Elegien” (на језику: немачки). Zeno. Приступљено 17. 10. 2018. (English translation by A. S. Kline 2004)
- Paula, Luisa (28. 12. 2018). „Hannah Arendt em Lisboa”. Espaço Crítico (на језику: португалски). Приступљено 20. 2. 2019.

#### Биографије, генеалогије и хронологије
- AAAL. „Academy Members: Deceased”. Members. American Academy of Arts and Letters. Приступљено 28. 7. 2018.
- Heller, Anne C (6. 7. 2015a). „Hannah Arendt: A Brief Chronology”. Архивирано из оригинала 17. 08. 2018. г. Приступљено 17. 8. 2018.
- Ludz, Ursula (2005). „Vita Hannah Arendt”. HannahArendt.net (на језику: немачки). стр. 251—256. Архивирано из оригинала 04. 03. 2016. г. Приступљено 16. 9. 2018., in Arendt (2005)
- Schoenberg, Randy (23. 5. 2018). „Hannah Arendt”. Geni. Приступљено 27. 7. 2018.
- „Hannah Arendt”. Monoskop. 24. 7. 2018. Приступљено 27. 7. 2018.
- Young-Bruehl, Elisabeth (2000). „Arendt, Hannah”. American National Biography. Oxford University Press. 1. doi:10.1093/anb/9780198606697.article.1400024.
- „Hannah Arendt”. Contemporary Thinkers. The Foundation for Constitutional Government. 2018. Приступљено 28. 7. 2018.

#### Институције, локације и организације
- Bernstein, Richard J. (2017). „Hannah Arendt Center”. New York: The New School for Social Research. Архивирано из оригинала 15. 08. 2018. г. Приступљено 14. 8. 2018.
- Bhabha, Homi K.; Weigel, Sigrid (март 2018). „We Refugees« – 75 Years Later. Hannah Arendt's Reflections on Human Rights and the Human Condition”. Berlin: Zentrum für Literatur- und Kulturforschung. Приступљено 26. 11. 2018.
- „Hannah Arendt Centre”. Institut für Philosophie: Carl von Ossietzky Universität Oldenburg. Приступљено 27. 8. 2018.
- „Hannah Arendt Center for Political Studies”. Department of Human Sciences, University of Verona. 2018. Архивирано из оригинала 11. 09. 2018. г. Приступљено 10. 9. 2018.
- „Hannah Arendt Gymnasium, Haßloch” (на језику: german). Приступљено 31. 7. 2018.
- „Hannah Arendt Gymnasium, Barsinghausen” (на језику: German). Приступљено 1. 8. 2018.
- „Hannah Arendt Gymnasium, Lengerich” (на језику: German). Schulen in Lengerich. 2018. Приступљено 1. 8. 2018.
- „Hannah Arendt Gymnasium, Berlin” (на језику: German). 2018. Приступљено 1. 8. 2018.
- Dries, Christian (јул 2018). „Vita Günther Anders (1902-1992)”. Translated by Christopher John Müller. Internationale Günther Anders Gesellschaft. Архивирано из оригинала 14. 10. 2017. г. Приступљено 11. 9. 2018.
- Kirscher, Gilbert (27. 3. 2003). „Éric Weil : A Biography”. Institut Eric Weil-Université de Lille. Архивирано из оригинала 28. 08. 2018. г. Приступљено 27. 8. 2018.
- GDW (2016). „Hannah Arendt”. Exile and Resistance. German Resistance Memorial Center. Приступљено 19. 9. 2018.
- „Hannah Arendt Tage”. Das offizielle Portal der Region und der Landeshauptstadt Hannover. City of Hanover. Приступљено 24. 7. 2018.
  - „Hannah Arendt in Hannover”. Das offizielle Portal der Region und der Landeshauptstadt Hannover. City of Hanover. 22. 8. 2017. Приступљено 24. 7. 2018.
- CAS (2011). „Guide to the Center for Advanced Studies Records, 1958 - 1969”. Wesleyan University Library. Приступљено 27. 7. 2018.
- UNHCR (2. 8. 2017). „Arendt, Hannah”. UNHCR Central Europe. Приступљено 2. 8. 2018.
- FBI (30. 4. 1956). „Hannah Arendt” (Memorandum to Director). Приступљено 14. 8. 2018.
- „Orte des Erinnerns – Denkmal im Bayerischen Viertel, 1993 (Berlin-Schöneberg)” (на језику: немачки). Kunstgeschichtliche Gesellschaft zu Berlin. 2018. Приступљено 19. 9. 2018.

##### Центар Хана Арент
- „The Hannah Arendt Center for Politics and Humanities at Bard College”. Приступљено 14. 8. 2018.
  - „McCarthy House”. About Us (на језику: енглески). The Hannah Arendt Center. Приступљено 18. 9. 2018.
  - Bard. „The Hannah Arendt Collection”. Hannah Arendt Center, Stevenson Library, Bard College. Приступљено 29. 7. 2018.
    - Kettler, David (2009). „Hannah Arendt Collection: Arendt on Mannheim”. Архивирано из оригинала 21. 09. 2018. г. Приступљено 21. 9. 2018.

  - „The Hannah Arendt Center”. Medium. Приступљено 20. 9. 2018.
  - „Amor Mundi”. Medium. Приступљено 26. 10. 2018.
  - Berkowitz, Roger (9. 3. 2012b). „Jacques Ranciere and Hannah Arendt on Democratic Politics”. Hannah Arendt Center News. Приступљено 21. 11. 2018.
  - „Film Screening: In Search of The Last Agora”. Hannah Arendt Center News. 15. 11. 2018. Приступљено 13. 3. 2019.

#### Мапе
- „Hannah-Arendt-Str., Marburg”. Meinestadt.de (на језику: немачки). 2018. Приступљено 5. 10. 2018.
- „Rue Hannah Arendt”. Google Maps. Приступљено 8. 10. 2018.

### Спољашње слике
- „Hannah Arendt (1906—1975)”. Internet Encyclopedia of Philosophy (Photograph of commemorative stamp). 1988. Приступљено 18. 7. 2018.
- „Hannah Arendt, stamp, Germany 2006” (Photograph of commemorative stamp). UNHCR. 2006. Приступљено 2. 8. 2018.
- „Map of location of Hannah Arendt Straße, Berlin”. GeoHack (Map). Приступљено 30. 7. 2018.
- Stein, Fred (2018). „Hannah Arendt, 1944”. Portrait Portfolio (Photographic portrait). Fred Stein Archive. Приступљено 1. 8. 2018.
- „Hannah Arendts Erkennungskarte der Universität Heidelberg 1928”. Bild des Monats (Student identity card). University of Heidelberg. новембар 2015. Приступљено 28. 8. 2018.
- Arendt, Hannah (1975). Life of the Mind: Judging. ISBN 9780226025957.
- „Cover”. Saturday Review of Literature (Cover image). 24. 3. 1951. Приступљено 25. 9. 2018.
- „Plaque”. Lisbon City Council. 10. 12. 2018. Архивирано из оригинала 24. 02. 2021. г. Приступљено 25. 9. 2018.